# Лілін
Лілін (кит. спр. 醴陵市, піньїнь: Lĭlíng Shì) — місто-повіт в південнокитайській провінції Хунань, складова міста Чжучжоу.

## Географія
Лілін лежить на висоті близько 90 метрів над рівнем моря, на північному сході префектури.

### Клімат
Місто знаходиться у зоні, котра характеризується вологим субтропічним кліматом. Найтепліший місяць — липень із середньою температурою 29,2 °C. Найхолодніший місяць — січень, із середньою температурою 5,5 °С.
| Клімат Ліліна           | Клімат Ліліна | Клімат Ліліна | Клімат Ліліна | Клімат Ліліна | Клімат Ліліна | Клімат Ліліна | Клімат Ліліна | Клімат Ліліна | Клімат Ліліна | Клімат Ліліна | Клімат Ліліна | Клімат Ліліна | Клімат Ліліна |
| Показник                | Січ.          | Лют.          | Бер.          | Квіт.         | Трав.         | Черв.         | Лип.          | Серп.         | Вер.          | Жовт.         | Лист.         | Груд.         | Рік           |
| Середній максимум, °C   | 9,3           | 11,6          | 15,7          | 22,5          | 27,6          | 30,6          | 34,5          | 33,5          | 29,5          | 24,3          | 18,5          | 12,7          | 22,5          |
| Середня температура, °C | 5,5           | 7,8           | 11,5          | 17,7          | 22,6          | 26            | 29,2          | 28,3          | 24,4          | 19,1          | 13,3          | 7,7           | 17,8          |
| Середній мінімум, °C    | 3             | 5,1           | 8,5           | 14,3          | 19            | 22,6          | 25,3          | 24,7          | 20,9          | 15,4          | 9,7           | 4,4           | 14,4          |
| Норма опадів, мм        | 78            | 102.4         | 164.8         | 192.6         | 204.3         | 225.3         | 133.9         | 129.8         | 79.9          | 78.6          | 76.1          | 54.3          | 1520          |
| Вологість повітря, %    | 83            | 83            | 83            | 82            | 81            | 82            | 76            | 79            | 80            | 79            | 78            | 78            | 80.3          |
| ----------------------- | ------------- | ------------- | ------------- | ------------- | ------------- | ------------- | ------------- | ------------- | ------------- | ------------- | ------------- | ------------- | ------------- |
| Джерело: data.cma.cn    |               |               |               |               |               |               |               |               |               |               |               |               |               |